# Japan Post
Japan Post (jap. 日本郵政公社, Nippon Yūsei Kōsha) war ein japanisches öffentliches Unternehmen, das das Monopol in der Briefbeförderung und außerdem einen großen Marktanteil in der Postpaketbeförderung, bei Bankdienstleistungen und Versicherungen besaß.
Das Unternehmen wurde am 2. April 2003 aus der Postbehörde (郵政事業庁, yūsei-jigyō-chō) beim Ministerium für Innere Angelegenheiten und Kommunikation gegründet, das der Nachfolger des ehemaligen Postministeriums war. Die Gründung war ein wichtiger Schritt bei der Umsetzung der Reformpläne des damaligen Premierministers Jun’ichirō Koizumi. Der letzte (2006–2007) Präsident (sōsai) des staatlichen Unternehmens war Yoshifumi Nishikawa, ehemals Präsident (tōdori) der K.K. Mitsui Sumitomo Ginkō (engl. Mitsui Sumitomo Banking Corp.). Die japanische Post hatte über 400.000 Angestellte und betrieb rund 24.700 Postämter. Sie war der größte Arbeitgeber Japans und beschäftigte ein Drittel aller öffentlichen Angestellten. Auf Konten der Postbank hielten japanische Haushalte Sparguthaben in Höhe von 224 Billionen Yen (ca. 1,7 Billionen Euro) und weitere 126 Billionen Yen (ca. 950 Mrd. Euro) in Form von Lebensversicherungen.
Am 1. Oktober 2007 wurden die Teilbereiche der Post an die privatrechtliche Holdinggesellschaft Japan Post Holdings übertragen und das Staatsunternehmen aufgelöst. Damit begann der Privatisierungsprozess der Post, der sich über einen Zeitraum von zehn Jahren erstrecken soll und an dessen Ende vier eigenständige Unternehmen (Bank, Versicherung, Postzustellung und -schalterdienste) stehen sollen.